# Internationaux de Strasbourg 2018 - Qualificazioni singolare
Le qualificazioni del singolare dell'Internationaux de Strasbourg 2018 sono state un torneo di tennis preliminare per accedere alla fase finale della manifestazione. Le vincitrici dell'ultimo turno sono entrate di diritto nel tabellone principale. In caso di ritiro di una o più giocatrici aventi diritto a queste sono subentrate le lucky loser, ossia le giocatrici che hanno perso nell'ultimo turno ma che avevano una classifica più alta rispetto alle altre partecipanti che avevano comunque perso nel turno finale.

## Teste di serie
1. Kaia Kanepi (qualificata)
2. Luksika Kumkhum (ultimo turno, Lucky loser)
3. Sílvia Soler Espinosa (primo turno)
4. Myrtille Georges (primo turno)
5. Jessica Pieri (ultimo turno, ritirata)
6. Tereza Mrdeža (qualificata)

1. Elena Rybakina (ultimo turno, Lucky loser)
2. Jaqueline Cristian (ultimo turno)
3. Victoria Duval (ultimo turno)
4. Chloé Paquet (qualificata)
5. Ganna Poznikhirenko (ultimo turno)
6. Camilla Rosatello (qualificata)

## Qualificate
1. Kaia Kanepi
2. Camilla Rosatello
3. Marina Melnikova

1. Katarzyna Piter
2. Chloé Paquet
3. Tereza Mrdeža

### Lucky loser
1. Luksika Kumkhum

1. Elena Rybakina

## Tabellone

### Sezione 1
|  | Primo turno | Primo turno      | Primo turno      | Primo turno | Primo turno |  |  | Ultimo turno | Ultimo turno   | Ultimo turno   | Ultimo turno | Ultimo turno |  |
|  |             |                  |                  |             |             |  |  |              |                |                |              |              |  |
|  | 1           | Kaia Kanepi      | Kaia Kanepi      | 6           | 6           |  |  |              |                |                |              |              |  |
|  | WC          | Virginie Razzano | Virginie Razzano | 1           | 2           |  |  | 1            | Kaia Kanepi    | Kaia Kanepi    | 6            | 6            |  |
|  |             | Victoria Muntean | 6                | 4           | 1           |  |  | 7            | Elena Rybakina | Elena Rybakina | 2            | 3            |  |
|  | 7           | Elena Rybakina   | 4                | 6           | 6           |  |  |              |                |                |              |              |  |

### Sezione 2
|  | Primo turno | Primo turno       | Primo turno     | Primo turno | Primo turno |  |  | Ultimo turno | Ultimo turno      | Ultimo turno      | Ultimo turno | Ultimo turno |  |
|  |             |                   |                 |             |             |  |  |              |                   |                   |              |              |  |
|  | 2           | Luksika Kumkhum   | Luksika Kumkhum | 6           | 6           |  |  |              |                   |                   |              |              |  |
|  | WC          | Joanna Tomera     | Joanna Tomera   | 2           | 1           |  |  | 2            | Luksika Kumkhum   | Luksika Kumkhum   | 4            | 64           |  |
|  |             | Yana Sizikova     | 2               | 1           | r           |  |  | 12           | Camilla Rosatello | Camilla Rosatello | 6            | 7            |  |
|  | 12          | Camilla Rosatello | 6               | 4           |             |  |  |              |                   |                   |              |              |  |

### Sezione 3
|  | Primo turno | Primo turno           | Primo turno           | Primo turno | Primo turno |  |  | Ultimo turno | Ultimo turno        | Ultimo turno        | Ultimo turno | Ultimo turno |  |
|  |             |                       |                       |             |             |  |  |              |                     |                     |              |              |  |
|  | 3           | Sílvia Soler Espinosa | Sílvia Soler Espinosa | 5           | 2           |  |  |              |                     |                     |              |              |  |
|  |             | Marina Melnikova      | Marina Melnikova      | 7           | 6           |  |  |              | Marina Melnikova    | Marina Melnikova    | 6            | 6            |  |
|  | WC          | Wallis Vitis          | Wallis Vitis          | 3           | 2           |  |  | 11           | Ganna Poznikhirenko | Ganna Poznikhirenko | 1            | 4            |  |
|  | 11          | Ganna Poznikhirenko   | Ganna Poznikhirenko   | 6           | 6           |  |  |              |                     |                     |              |              |  |

### Sezione 4
|  | Primo turno | Primo turno        | Primo turno | Primo turno | Primo turno |  |  | Ultimo turno | Ultimo turno       | Ultimo turno       | Ultimo turno | Ultimo turno |  |
|  |             |                    |             |             |             |  |  |              |                    |                    |              |              |  |
|  | 4           | Myrtille Georges   | 1           | 7           | 4           |  |  |              |                    |                    |              |              |  |
|  |             | Katarzyna Piter    | 6           | 65          | 6           |  |  |              | Katarzyna Piter    | Katarzyna Piter    | 6            | 6            |  |
|  |             | Vivien Juhászová   | 63          | 1           | r           |  |  | 8            | Jaqueline Cristian | Jaqueline Cristian | 3            | 2            |  |
|  | 8           | Jaqueline Cristian | 7           | 4           |             |  |  |              |                    |                    |              |              |  |

### Sezione 5
|  | Primo turno | Primo turno        | Primo turno | Primo turno | Primo turno |  |  | Ultimo turno | Ultimo turno  | Ultimo turno | Ultimo turno | Ultimo turno |  |
|  |             |                    |             |             |             |  |  |              |               |              |              |              |  |
|  | 5           | Jessica Pieri      | 3           | 7           | 6           |  |  |              |               |              |              |              |  |
|  |             | Diāna Marcinkēviča | 6           | 5           | 3           |  |  | 5            | Jessica Pieri | 1            | 0            | r            |  |
|  |             | Shūko Aoyama       | 6           | 6           | 3           |  |  | 10           | Chloé Paquet  | 6            | 2            |              |  |
|  | 10          | Chloé Paquet       | 3           | 7           | 6           |  |  |              |               |              |              |              |  |

### Sezione 6
|  | Primo turno | Primo turno          | Primo turno          | Primo turno | Primo turno |  |  | Ultimo turno | Ultimo turno   | Ultimo turno   | Ultimo turno | Ultimo turno |  |
|  |             |                      |                      |             |             |  |  |              |                |                |              |              |  |
|  | 6           | Tereza Mrdeža        | Tereza Mrdeža        | 6           | 6           |  |  |              |                |                |              |              |  |
|  | WC          | Marine Partaud       | Marine Partaud       | 3           | 3           |  |  | 6            | Tereza Mrdeža  | Tereza Mrdeža  | 6            | 6            |  |
|  |             | Anastasiya Vasylyeva | Anastasiya Vasylyeva | 4           | 2           |  |  | 9            | Victoria Duval | Victoria Duval | 3            | 2            |  |
|  | 9           | Victoria Duval       | Victoria Duval       | 6           | 6           |  |  |              |                |                |              |              |  |